# UTC+8:45
UTC+8:45 е часова зона, неофициално използвана в пет австралийски населени места: Кейгуна (Caiguna), Юкла (Eucla), Мадура Madura, Мандрабила (Mundrabilla) и Бордър Вилидж (Border Village).